# Tofieldia himalaica
Tofieldia himalaica là một loài thực vật có hoa trong họ Tofieldiaceae. Loài này được Baker mô tả khoa học đầu tiên năm 1879.